# China Securities Depository and Clearing Corporation
Die China Securities Depository and Clearing Corporation Limited (chinesisch: 中国证券登记结算有限责任公司), kurz CSDC, SD&C,[1] oder ChinaClear (chinesisch: 中国结算 oder 中证登, Zhongzhengdeng), ist eine Zentrale Kontrahent und zentraler Wertpapierverwahrer Chinas mit Sitz in Peking. Sie ist für alle Wertpapierverwahrungs- und Clearingdienste für die Shanghai Stock Exchange und die Shenzhen Stock Exchange verantwortlich und spielt damit eine ähnliche Rolle wie DTCC für die US-Aktienmärkte. Sie ist Mitglied in der World Federation of Exchanges.

## Geschichte
Die CSDC wurde am 30. März 2001 gegründet. Im September 2001 wurden die Shanghai Securities Central Depository and Clearing Corporation und die Shenzhen Securities Depository Corporation, zwei Unternehmen, die für die Verwahrungs- und Clearingdienste der Shanghai Stock Exchange und der Shenzhen Stock Exchange verantwortlich waren, in der CSDC fusioniert. Es handelt sich um eine gemeinnützige Organisation, die mit Genehmigung der China Securities Regulatory Commission gegründet wurde. Im Jahr 2014 trat die CSDC dem Clearingsystem der HKEx bei.